# جيمس باركر (ضابط)
جيمس باركر (بالإنجليزية: James Parker)‏ هو ضابط أمريكي، ولد في 20 فبراير 1854 في نيوآرك في الولايات المتحدة، وتوفي في 2 يونيو 1934 في نيويورك في الولايات المتحدة.